# Emesa annulatus
Emesa annulatus är en insektsart som först beskrevs av Carl August Dohrn 1860.  Emesa annulatus ingår i släktet Emesa och familjen rovskinnbaggar. Inga underarter finns listade i Catalogue of Life.